# Acanthopoidea
Acanthopoidea – nadrodzina modliszek z podrzędu Eumantodea i infrarzędu Schizomantodea.
Synapomorfie grupy zaznaczają w się planie budowy samczych genitaliów – fallomer brzuszny odznacza się wydłużonym płatem nasadowym oraz niezesklerotyzowanym, błoniastym prawym brzegiem owego fallomeru pomiędzy wspomnianym płatem nasadowym a wierzchołkiem.
Są to modliszki Nowego Świata. Rodzaj Brunneria na północ dochodzi zasięgiem do nearktycznej Ameryki Północnej. Pozostali przedstawiciele rodziny występują wyłącznie w krainie neotropikalnej.

## Taksonomia
Takson w randze rodziny nazwany Acanthopsidae wprowadził do systematyki modliszek Hermann Burmeister w 1838 roku. Nadrodzinę Acanthopoidea, jako obejmującą 8 rodzin i tożsamą z kladem PEPM (ang. polymorphic earless praying mantises, „pozbawione narządu tympanalnego modliszki o zmiennej budowie”), wprowadzili na podstawie wyników molekularnych analiz filogenetycznych Julio Riviera i Gavin J. Svenson w 2016 roku na łamach „Systematic Entomology”. W 2019 roku nową klasyfikację modliszek, bazującą także na danych morfologicznych, zastosowali na łamach „Annales de la Société entomologique de France” Christian J. Schwarz i Roger Roy. W tym systemie klad PEPM otrzymał rangę wyższą – nanorzędu Amerimantodea w parworzędzie Artimantodea, natomiast Acanthopoidea zdefiniowano bardziej wąsko, wyodrębniając zaliczone do nich w poprzednim systemie Thespidae do odrębnej nadrodziny Thespoidea. Po tych zmianach do omawianej nadrodziny zalicza się rodziny:
- Acanthopidae Burmeister, 1838
- Angelidae Beier, 1935
- Coptopterygidae Giglio-Tos, 1915
- Liturgusidae Giglio-Tos, 1915
- Photinaidae Giglio-Tos, 1915